# Julius Albert Rasch

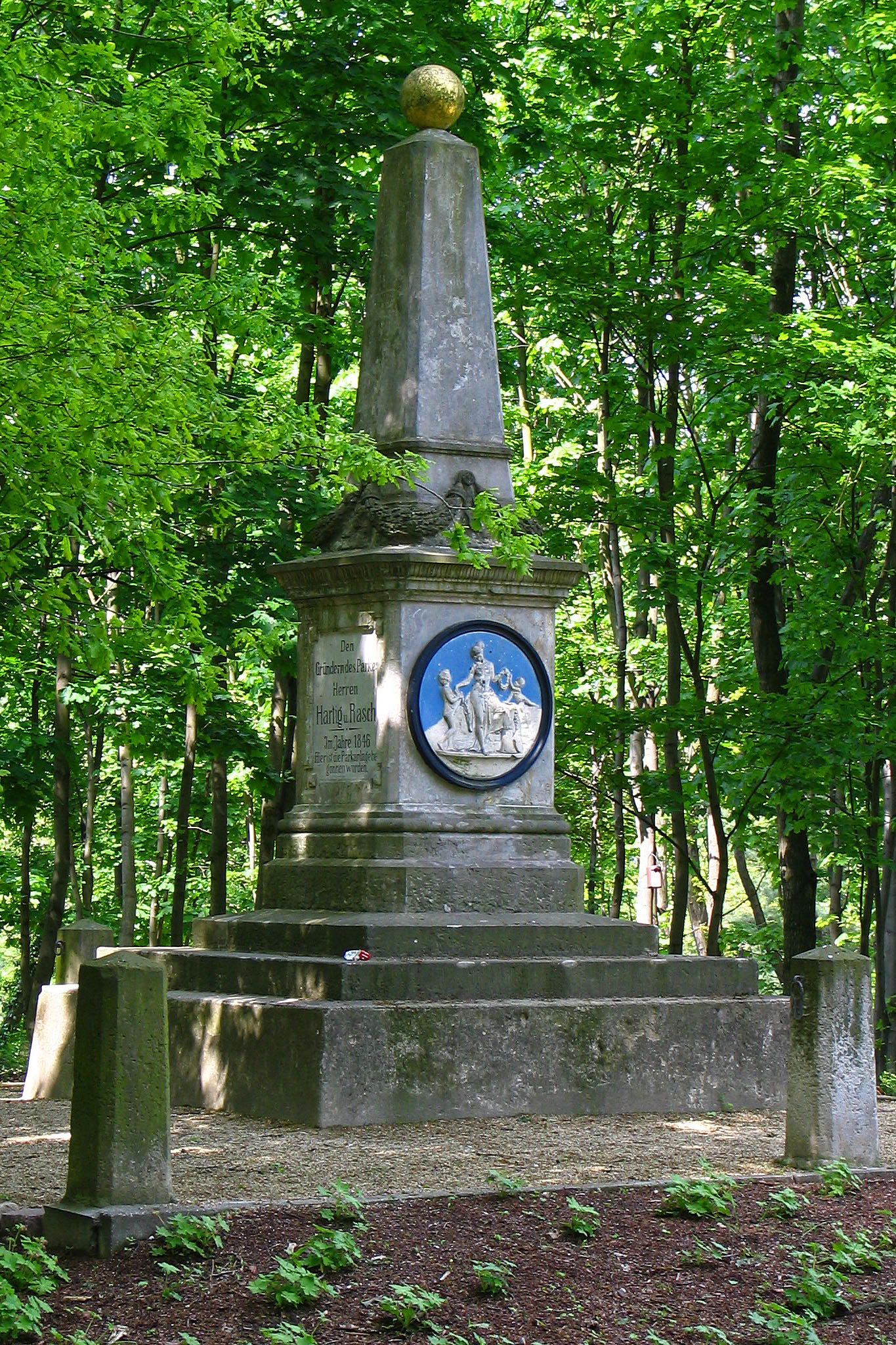
Hartig-Rasch-Denkmal im Kurpark Bad Düben

Julius Albert Rasch (* 1801 in Naumburg (Saale); † 1882) war seit 1831 Gerichtsamtmann in Düben und Mitbegründer des Kurpark Bad Düben.

## Leben
Julius Albert Rasch wurde 1801 in Naumburg (Saale) geboren. Am 18. Mai 1826 wurde Rasch vom Oberlandesgerichtsauscultator zum Referendar beim Oberlandesgericht Naumburg und am 14. Februar 1831 zum Gerichtsamtmann ernannt und übernahm damit die Stelle des bisherigen Gerichtsamtmanns Neußmann in Düben. Am 24. Mai 1831 heiratete Julius Albert Rasch in der Wenzelskirche seine Frau Reinhilde Auguste Rasch, geborene Hunger.
Zusammen mit dem Oberförster Friedrich Karl Theodor Hartig gründete er 1846 den Kurpark Bad Düben. Mit Gleichgesinnten gründete er eine Stiftung und eine Suppenküche für arme, kranke und gebrechliche Bewohner. Auch bemühte er sich um eine Fortbildungsschule. Durch Spenden von Bürgern bekam er das notwendige Startkapital um eine „Kinderverwahranstalt“, dem ersten Kindergarten in Düben zu eröffnen. Zuerst von Juli bis Oktober, später im Jahr 1877 wurden Kinder im Alter zwischen 2 und 5 Jahren von 6 Uhr bis 19 Uhr beaufsichtigt und verpflegt werden. Rasch verstarb im Jahr 1882.

## Ehrungen
- 1852 wurde Rasch mit der Verleihung der Ehrenbürgerwürde der Stadt Düben geehrt[1]
- 1887 wurde das Hartig-Rasch-Denkmal zu Ehren der Parkgründer errichtet[1]